# Kumiertau
Kumertau (ros. Кумертау, baszk. Күмертау / Kümertaw) – miasto w europejskiej części Rosji, w Baszkortostanie, na północny wschód od Orenburga. Miejscowość założono w 1948 roku, a prawa miejskie nadano w 1953 r.

## Demografia
- 2005 – 63 900
- 2008 – 62 488
- 2020 – 59 478[1]